# Braçac (Arieja)
Braçac (francès Brassac) és un municipi francès del departament de l'Arieja i la regió d'Occitània.